# Andrea Nugent
Andrea Nugent (* 1. November 1968 in Montreal) ist eine ehemalige kanadische Schwimmerin. Sie gewann bei den Olympischen Spielen 1988 eine Bronzemedaille und bei Commonwealth Games erschwamm sie je eine Gold-, Silber- und Bronzemedaillen.

## Karriere
Andrea Nugent gewann ihre erste internationale Medaille bei den Pan Pacific Championships 1985 in Tokio, als sie eine Bronzemedaille mit der 4-mal-100-Meter-Freistilstaffel erkämpfte. Bei den Commonwealth Games 1986 in Edinburgh siegte die kanadische 4-mal-100-Meter-Freistilstaffel mit Andrea Nugent, Jane Kerr, Patricia Noall und Pamela Rai vor den Engländerinnen und den Australierinnen. Bei den Weltmeisterschaften 1986 in Madrid schwamm Nugent über 50 Meter Freistil im B-Finale und verpasste mit der 4-mal-100-Meter-Lagenstaffel den Finaleinzug. Die kanadische 4-mal-100-Meter-Freistilstaffel mit Andrea Nugent, Jane Kerr, Lori Melien und Pamela Rai wurde Fünfte.
Bei den Olympischen Spielen 1988 in Seoul trat Andrea Nugent in fünf Disziplinen an, verfehlte aber in den drei Einzeldisziplinen den Einzug ins B-Finale. Die kanadische 4-mal-100-Meter-Freistilstaffel mit Kathy Bald, Kristin Topham, Allison Higson und Jane Kerr erreichte als achtschnellste Staffel des Vorlaufs den Endlauf. Im Finale schwammen Kathy Bald, Patricia Noall, Andrea Nugent und Jane Kerr auf den sechsten Platz. Schließlich erreichte die kanadische Lagenstaffel mit Lori Melien, Keltie Duggan, Jane Kerr und Patricia Noall den Endlauf mit der fünftschnellsten Zeit. Im Finale schwammen Lori Melien, Allison Higson, Jane Kerr und Andrea Nugent fast vier Sekunden schneller als die kanadische Staffel im Vorlauf und gewannen die Bronzemedaille hinter den Staffeln aus der DDR und den USA. Duggan und Noall erhielten für ihren Vorlaufeinsatz ebenfalls eine Bronzemedaille.
1990 bei den Commonwealth Games in Auckland siegte über 50 Meter Freistil die Australierin Lisa Curry vor ihrer Landsfrau Karen van Wirdum, dahinter erkämpfte Nugent die Bronzemedaille. Bei den Weltmeisterschaften 1991 in Perth wurde Nugent jeweils Sechste mit der 4-mal-100-Meter-Freistilstaffel und mit der 4-mal-100-Meter-Lagenstaffel. Im Sommer 1991 gewann Andrea Nugent drei Medaillen bei der Universiade in Sheffield. Sie wurde Zweite mit der Lagenstaffel und erhielt Bronze über 100 Meter Freistil und mit der 4-mal-100-Meter-Freistilstaffel. Bei den Olympischen Spielen 1992 in Barcelona wurde Nugent Elfte über 50 Meter Freistil und 16. über 100 Meter Freistil. Die kanadische 4-mal-100-Meter-Freistilstaffel mit Marianne Limpert, Nikki Dryden, Andrea Nugent und Allison Higson belegte den achten Platz. Zwei Tage später erreichte die Lagenstaffel mit Nikki Dryden, Guylaine Cloutier, Kristin Topham und Andrea Nugent den sechsten Platz. 1993 bei der Universiade in Buffalo erschwamm Nugent eine Silbermedaille mit der 4-mal-100-Meter-Freistilstaffel und eine Bronzemedaille mit der Lagenstaffel. 1994 wurde Nugent bei den Commonwealth Games in Victoria Zweite über 50 Meter Freistil hinter der Australierin Karen van Wierdum.
Andrea Nugent studierte zunächst an der University of Calgary, kehrte aber bald nach Montreal zurück und besuchte die McGill University. Dort graduierte sie nach der Universiade 1993.